# Батош
Батош (рум. Batoș) — село у повіті Муреш в Румунії. Адміністративний центр комуни Батош.
Село розташоване на відстані 294 км на північ від Бухареста, 38 км на північ від Тиргу-Муреша, 81 км на схід від Клуж-Напоки.

## Населення
За даними перепису населення 2002 року у селі проживали 1355 осіб.
Національний склад населення села:
| Національність | Кількість осіб | Відсоток |
| -------------- | -------------- | -------- |
| румуни         | 895            | 66,1%    |
| угорці         | 367            | 27,1%    |
| цигани         | 54             | 4,0%     |
| німці          | 37             | 2,7%     |

Рідною мовою назвали:
| Мова      | Кількість осіб | Відсоток |
| --------- | -------------- | -------- |
| румунська | 930            | 68,6%    |
| угорська  | 363            | 26,8%    |
| німецька  | 37             | 2,7%     |
| циганська | 23             | 1,7%     |